# Bosch
Бош компанија је немачка међународна корпорација. Једна је од водећих компанија у свету у производњи електронике, кућних апарата, беле технике и делова за аутомобиле. Такође се бави и инжењерством и развојем сигурносних система у термотехнологији.

## Чињенице и подаци о компанији Бош
Оснивач компаније је Роберт Бош (Албек, 23. септембар 1861 - Штутгарт, 12. март 1942), немачки индустријалац, инжењер и проналазач. Седиште компаније налази се у Герлингену (околина Штутгарта). Oва компанија броји 400 100 радника (податак из 2019. године). Стратешки циљ Бош групе је да открива технологије за повезан живот. Бош побољшава квалитет живота широм света иновативним и инспиративним производима и услугама. Компанија данас својим производима покрива цео свет под слоганом „Технологија за живот” (енг. Invented for life). Највећи удео у власништву ове компаније има Роберт Бош фондација(92%). Заједно са бројним другим немачким међународним корпорацијама и великим предузећима, једна је од оснивача Европске школе за менаџмент и технологију у Берлину.

## Историјат
Компанија Бош је основана 15. новембра 1886. године у Штутгарту као Радионица за прецизну механику и електротехнику. Прва Бошова фабрика је отворена 1901. године у Штутгарту. Године 1902. главни инжењер Готлоб Хонолд патентовао је свећице за аутомобиле као део високонапонског магнетног система за паљење, што је омогућило да ова компанија касније постане водећи светски произвођач делова за аутомобиле. Пре завршетка 19. века компанија је проширила своје пословање изван Немачке. До 1913. компанија је имала огранке развоја у Америци, Азији, Африци и Аустралији. У годинама након Првог светског рата Бош је унео иновације у моторна возила. Компанија Бош је била прва компанија у Немачкој, која је увела осмочасовни радни дан праћен другим социјалним давањима за сараднике. Године 1942., 12. маја, оснивач компаније, Роберт Бош, преминуо је у својој осамдесетој години живота. После Другог светског рата компанија је склопила многа партнерства са другим корпорацијама у свету.

### Компанија у 21. веку
Године 2005. и 2008. добила је награду која се сматра једном од најпрестижнијих у Немачкој, а која се додељује за науку и иновације (нем. Deutsche Zukunftspreis; енг. German Future Prize).
Године 2009. компанија је инвестирала 3,6 милијарди евра у развој и истраживања.

## Бош у Србији
Бош у Србији представљају два независна предузећа: Роберт Бош д.о.о. и БСХ Апарати за домаћинство, која су задужена за територију Србије, Црне Горе и Северне Македоније, тако чинећи регионалне подружнице Бош групе. Предузеће Роберт Бош д.о.о., са седиштем у Београду, основано је 2006. године, а предузеће БСХ Апарати за домаћинство 2012. године. Укупна нето продаја компаније Бош у Србији, укључујући интерне испоруке подружницама, износила је 267 милиона евра у 2018. години. Компанија запошљава више од 1300 сарадника у Србији.

## Производи
- производња система и метлица за брисаче
- резервни делови и дијагностичка опрема за аутомобилску индустрију
- електрични ручни апарати
- палета производа у делу термотехника
- сигурносни системи
- апарати за домаћинство[7]